# NGC 4907
NGC 4907 este o liner situată în constelația Părul Berenicei. A fost descoperită în 5 mai 1864 de către Heinrich Louis d'Arrest. Se află la o distanță de 86,97 de megaparseci de Pământ.